# Sadina (okręg Giurgiu)
Sadina – wieś w Rumunii, w okręgu Giurgiu, w gminie Roata de Jos. W 2011 roku liczyła 1551 mieszkańców.